# Remedello
Remedello is een gemeente in de Italiaanse provincie Brescia (regio Lombardije) en telt 3177 inwoners (31-12-2004). De oppervlakte bedraagt 21,6 km², de bevolkingsdichtheid is 143 inwoners per km².

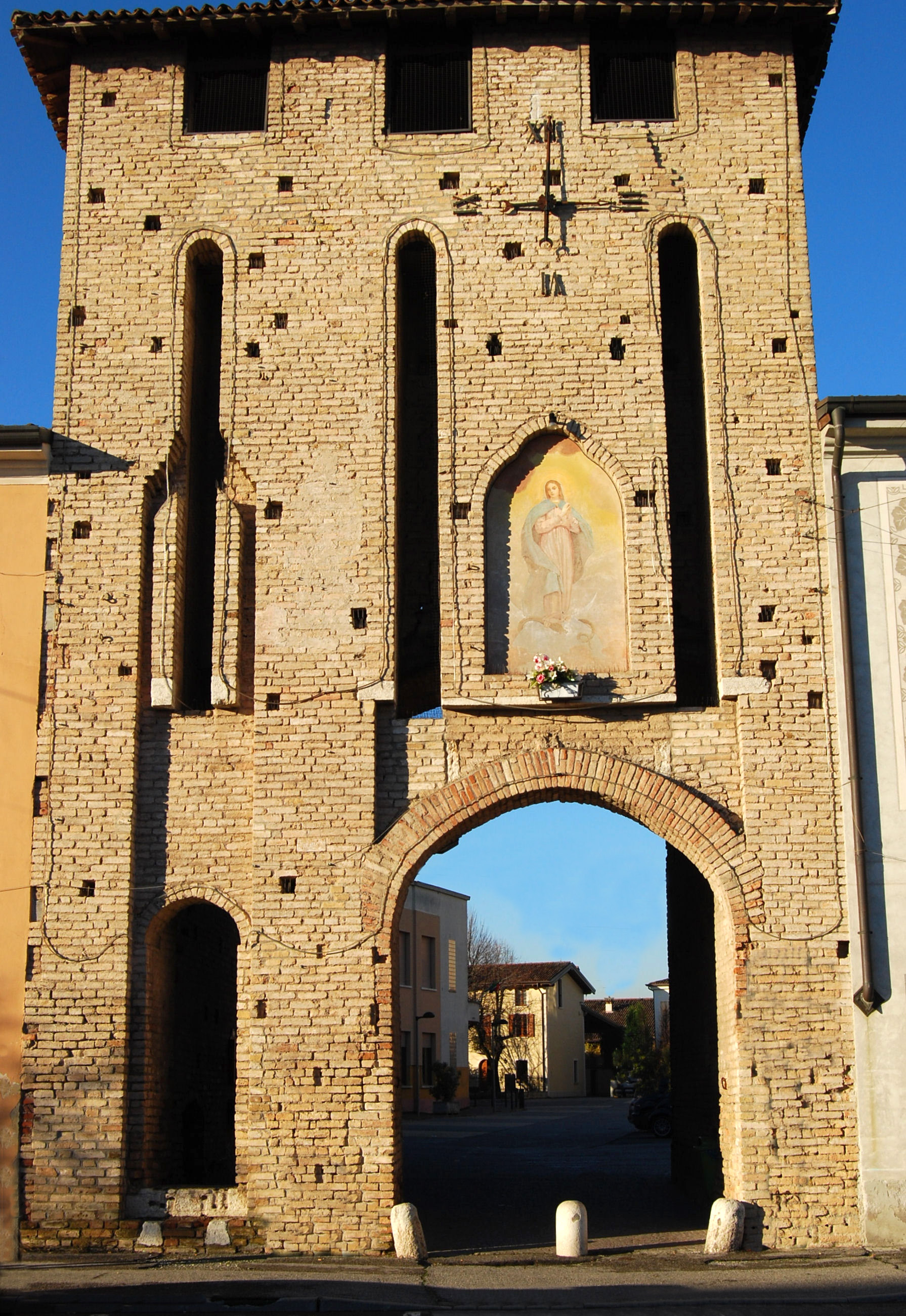
Kasteel van Remedello
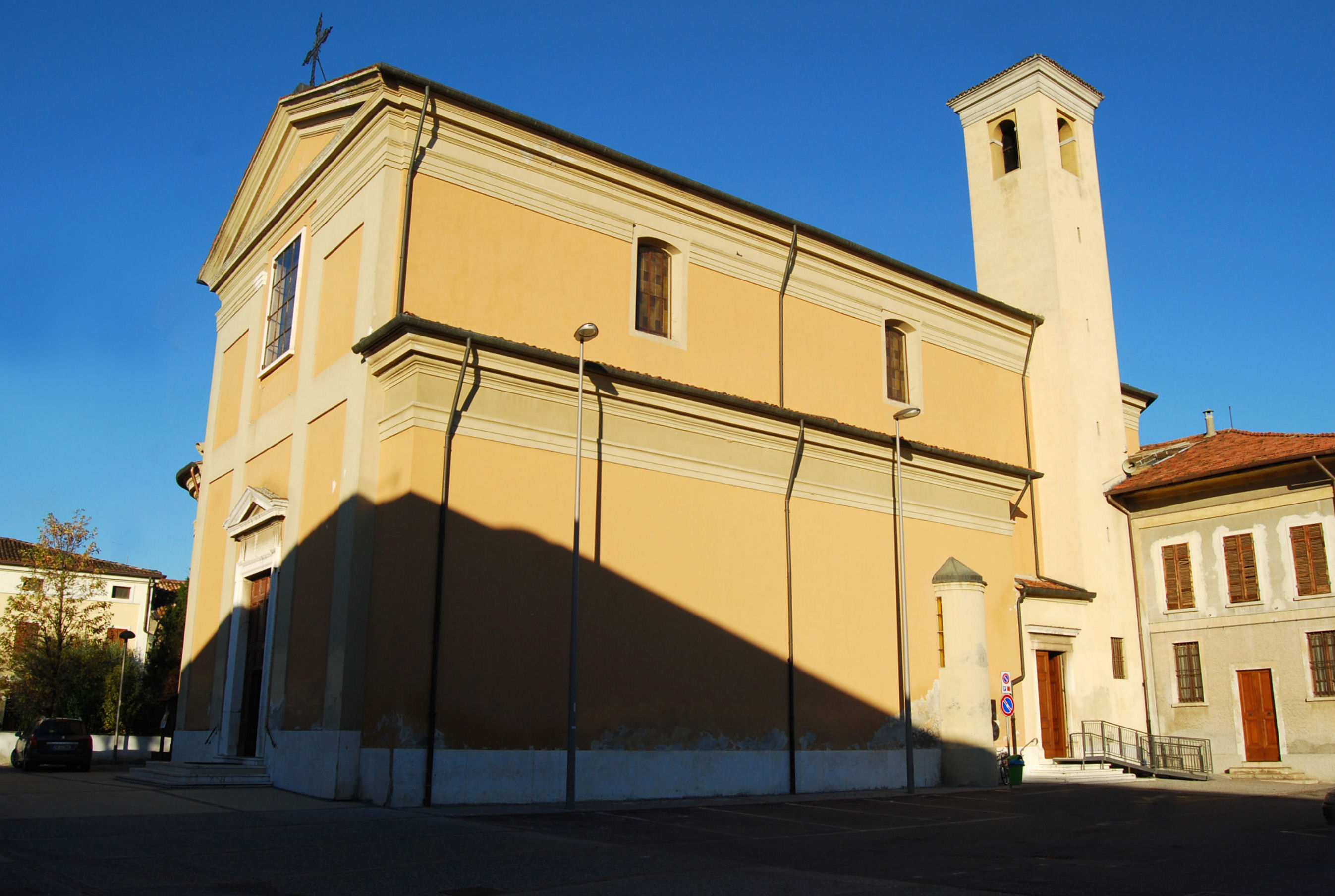
Parochiekerk

## Demografie
Remedello telt ongeveer 1182 huishoudens. Het aantal inwoners steeg in de periode 1991-2001 met 3,6% volgens cijfers uit de tienjaarlijkse volkstellingen van ISTAT.
| Jaar | Inwoneraantal |
| ---- | ------------- |
| 1991 | 2902          |
| 2001 | 3006          |

## Geografie
De gemeente ligt op ongeveer 47 m boven zeeniveau.
Remedello grenst aan de volgende gemeenten: Acquafredda, Asola (MN), Casalmoro (MN), Fiesse, Gambara, Isorella, Visano.